# Wild Rose, Wisconsin
Wild Rose là một làng thuộc quận Waushara, tiểu bang Wisconsin, Hoa Kỳ. Năm 2006, dân số của làng này là 765 người.